# Natació als Jocs Olímpics d'estiu de 1900
Als Jocs Olímpics d'Estiu de 1900 celebrats a París (França) es disputaren set proves de natació, totes elles en categoria masculina.

## Participants
Un total de 76 nedadors, tots homes, procedents de 12 països, participaren en les proves de natació dels Jocs de París:
| - Alemanya (6) - Austràlia (1) - Àustria (3) - Bèlgica (1) - Dinamarca (1) - Estats Units (2) | - França (47) - Hongria (1) - Itàlia (2) - Països Baixos (4) - Regne Unit (7) - Suècia (1) |

## Resum de medalles
| Prova                       | Or | Argent | Bronze |
| 200 m lliures detalls       | Frederick Lane | Zoltán Halmay                                                                                                 | Karl Ruberl |
| 1000 m lliures detalls      | John Arthur Jarvis | Otto Wahle | Zoltán Halmay |
| 4000 m lliures detalls      | John Arthur Jarvis | Zoltán Halmay                                                                                                 | Louis Martin |
| 200 m esquena detalls       | Ernst Hoppenberg | Karl Ruberl                                                                                                   | Johannes Drost |
| 200 m equips detalls        | Alemanya · Deutscher Schwimm Verband Berlin · Ernst Hoppenberg · Max Hainle · Julius Frey · Max Schöne · Herbert von Petersdorff | França · Tritons Lillois · Maurice Hochepied · Victor Hochepied · J. Bertrand · Jules Verbecke · Victor Cadet | França · Pupilles de Neptune de Lille · René Tartara · Louis Martin · Désiré Merchez · Georges Leuillieux · Philippe Houben |
| 200 m obstacles detalls     | Frederick Lane | Otto Wahle | Peter Kemp |
| Natació subaquàtica detalls | Charles de Vendeville | André Six | Peder Lykkeberg |

## Medaller
| Posició | País          | Or | Argent | Bronze | Total |
| 1       | Regne Unit    | 2  | 0      | 1      | 3     |
| 2       | Austràlia     | 2  | 0      | 0      | 2     |
| 2       | Alemanya      | 2  | 0      | 0      | 2     |
| 4       | França        | 1  | 2      | 2      | 5     |
| 5       | Àustria       | 0  | 3      | 1      | 4     |
| 6       | Hongria       | 0  | 2      | 1      | 3     |
| 7       | Dinamarca     | 0  | 0      | 1      | 1     |
| 7       | Països Baixos | 0  | 0      | 1      | 1     |

Bèlgica, Itàlia, Suècia i els Estats Units també participaren en la competició però no guanyaren cap medalla.